# Magdalena Andersson
Magdalena Andersson (Uppsala, 1967. január 23. –) svéd politikus, 2021. november 4-től a szociáldemokrata párt elnöke és 2021. november 30. és 2022. október 18 között Svédország első női miniszterelnöke volt.

## Élete
Andersson fiatal korában úszó volt.
1987-ben érettségizett, majd 1995-ig a Stockholmi Kereskedelmi főiskolán (Handelshögskolan i Stockholm HHS) tanult.
1996-tól politikai szakértőként, majd 1998 és 2004 között a Miniszterelnöki Hivatal tervezési vezetőjeként dolgozott. 2004 és 2006 között államtitkár volt a pénzügyminisztériumban. 
2009 és 2012 között a svéd adóhivatal főigazgatója volt.
Andersson 2014-től a Riksdag képviselője és 2014-től 2021-ig Svédország pénzügyminisztere.
2021. november 24-én a szociáldemokraták és a zöldek koalíciójának élén miniszterelnöknek választották (ezzel ő lett volna az első nő ebben a hivatalban), azonban a koalíció költségvetésének leszavazása miatt a zöldek még aznap kihátráltak a koalícióból, így Andersson néhány órával megválasztása után lemondani kényszerült. Pár nappal később, november 29-én a koalíciós partner elvesztése ellenére ismét megválasztották, immáron egy egypárti, kisebbségi szociáldemokrata kormány élére.

## Fordítás
- Ez a szócikk részben vagy egészben  a   Magdalena Andersson (finansminister) című svéd Wikipédia-szócikk fordításán alapul.  Az eredeti cikk szerkesztőit annak laptörténete sorolja fel. Ez a jelzés csupán a megfogalmazás eredetét és a szerzői jogokat jelzi, nem szolgál a cikkben szereplő információk forrásmegjelöléseként.